# Falk Gernegroß
Falk Gernegroß (* 1973 in Marienberg) ist ein deutscher Maler.

## Leben
Gernegroß absolvierte von 1994 bis 1997 eine Lehre als Steinbildhauer in Leipzig. Seit 2001 studierte er an der Hochschule für Grafik und Buchkunst Leipzig, von 2003 bis 2005 in der Fachklasse Malerei bei Arno Rink und von 2005 bis 2008 in der Fachklasse Malerei bei Neo Rauch, bei dem er 2008 er ein Diplom der Malerei erwarb.
Seine gegenständliche und figürliche Malerei mit oft surrealem Einschlag wird zur Strömung der Neuen Leipziger Schule gezählt.
Falk Gernegroß lebt und arbeitet in Leipzig.

## Einzelausstellungen
- 2013 Malerei (mit Matthias Ludwig), Galerie am Ratswall, Bitterfeld[2]
- 2012 Kurzgeschichten, Ornis A. Gallery, Utrecht
- 2011 Miss Wonderbar, Galerie Kleindienst, Leipzig[3]
- 2010 Malerei, Galerie Schwind, Frankfurt a. M.
- 2008 Ping-Pong, Galerie Kleindienst, Leipzig
- 2006 Delikatessen, Galerie Hobbyshop, München

## Gruppenausstellungen
- 2013: pitbullbutterfly, Galerie Leuenroth, Frankfurt am Main
- 2012: 19. Leipziger Jahresausstellung Unterwegs[4]
- 2011: Convoy Leipzig, Biksady Gallery, Budapest und Csikász Galéria, Veszprém (Ungarn)
- 2011: After the Goldrush, Kunstverein Speyer
- 2009: Realism uit Leipzig, Drents Museum
- 2008: Drawcula, Galerie Kleindienst, Leipzig
- 2004: Junge Kunst 9, Galerie Kleindienst, Leipzig

Kunstmessen
- 2005: Art Forum Berlin; NADA Artfair Miami; Art Brussels, Brüssel

## Ausstellungskataloge
- 2012: Falk Gernegroß – Short Stories, Ornis A. Gallery, Utrecht (PDF)
- 2011: Convoy Leipzig, Biksady Galerie, Budapest
- 2009: H. Tupan, E. Beaucamp: Realisme uit Leipzig: drie generaties Leipziger Schule, Drents Museum, Uitgeverij W Books B.V, ISBN 978-9040085864
- 2008: Carsten Tabel: Ping Pong. Falk Gernegross Malerei 2003 bis 2007, Galerie Kleindienst, Leipzig